# Yacata
Yacata, auch Yathata, ist eine Insel der Lau-Inseln im Pazifischen Ozean. Politisch gehört sie als einzige größere und bewohnte Lau-Insel zur Northern Division des Inselstaates Fidschi, während nahezu alle anderen Lau-Inseln zur Eastern Division zählen. Die Insel war von den Auswirkungen des Zyklons Tomas im Jahr 2010 besonders stark getroffen.

## Geographie
Yacata liegt im Nordwesten der Lau-Inseln, 20 km nördlich von Vatu Vara, 40 km westlich von Kanacea sowie rund 45 km südwestlich von Naitaba. Bis nach Taveuni jenseits der Nanuku Passage im Nordwesten sind es etwa 60 km. Die annähernd ovale Insel ist rund 4 km lang und bis zu 2 km breit; ihre Fläche lässt sich zu etwa 6 km² abschätzen. Die hügelige Insel weist im Zentrum eine markante Erhebung mit abgeflachtem Gipfel auf. Im Osten der Insel, an der inneren Lagune gelegen, befindet sich mit Yacata Village die einzige Siedlung der Insel. Wenige hundert Meter östlich von Yacata liegt die kleinere Insel Kaibu, auf der sich ein Flugplatz (ICAO-Code: NFKB) mit unbefestigter Piste befindet. Yacata und Kaibu sind gemeinsam nahezu vollständig von einem Saumriff umgeben.